# Portraits of Past
Portraits of Past sind eine Screamo/Emocore-Band aus Berkeley, Kalifornien/USA. Die Band gilt trotz ihres kurzen Bestehens als äußerst einflussreiche Emoband, vor allem auch in Bezug auf die entstehenden Screamo-Bands.

## Geschichte
Die Band wurde 1994 in Berkeley, einem Ort in der Nähe von San Francisco, gegründet und veröffentlichte während der Zeit ihres Bestehens einen Split mit Bleed, eine LP und zwei Samplerbeiträge. Portraits of Past spielten neben einigen kleineren Touren entlang der Westküste eine US-Tour, bevor sich die Gruppe auflöste. Die Diskografie der Band wurde 2008 vom Label Ebulltion Records veröffentlicht.
Nach der Auflösung der Band 1995 arbeiteten die ehemaligen Mitglieder in anderen Projekten weiter wie etwa Nexus Six, Seventeen Queen, The Audience, Bella Vista, der Screamo-Legende Funeral Diner oder Who calls so loud. 2008 vereinigte sich die Band wieder, um im Laufe des Jahres einige Reunion-Konzerte zu geben.

## Stil
Die Band spielt einen stärker aggressiven und chaotischen Emo-Stil und legte damit den Grundstein für spätere Bands, deren Sound genau auf diese Stilmittel bauend Screamo ausmachen sollte.
Langsame etwas wegetreten wirkende Songteile mit ruhigen monotonem Gesang wechseln sich mit für Screamo typischen - äußerst schnellen, harten und chaotischen Parts ab, die unterlegt werden durch brachiale Schreie und längere geschriene Texte.

## Diskografie

### Splits/EPs/Alben
- Split mit Bleed, 7" (Ebullition Records)
- self-titled(a.k.a. 0100101110100011100100100), 12"/LP (Ebullition Records)
- Diskographie, CD (Ebullition Records)

### Samplerbeiträge
- XXX compilation, 2×12" (Ebullition Records)
- Stealing the Pocket Compilation (Positively Punk Records)